# Enrico Caetani
Enrico Caetani, italijanski rimskokatoliški duhovnik in kardinal, * 6. avgust 1550, Sermoneta, † 13. december 1599.

## Življenjepis
29. julija 1585 je bil imenovan za naslovnega patriarha.
18. decembra istega leta je bil povzdignjen v kardinala in imenovan za kardinal-duhovnika S. Pudenziana.
26. oktobra 1587 je bil imenovan za camerlenga.